# Paramimegralla nigra
Paramimegralla nigra är en tvåvingeart som beskrevs av Barraclough 1992. Paramimegralla nigra ingår i släktet Paramimegralla och familjen skridflugor.
Artens utbredningsområde är Madagaskar. Inga underarter finns listade i Catalogue of Life.